# Jacqueline Piatigorsky
Pour les articles homonymes, voir Piatigorsky.
Jacqueline Piatigorsky, née Jacqueline Rébecca Louise de Rothschild le 6 novembre 1911 à Paris et morte le 15 juillet 2012, est une joueuse et mécène des échecs franco-américaine, autrice, sculptrice, et membre de la branche française de la famille Rothschild.

## Biographie
Née à Paris et fille du banquier Édouard de Rothschild et de Germaine Alice Halphen, Jacqueline de Rothschild est la sœur de Guy de Rothschild et de Bethsabée de Rothschild.
Elle grandit au château de Ferrières en Île-de-France. À l'âge de 19 ans, elle épouse Robert Calmann-Lévy (1899-1982). Le mariage se termine par un divorce en 1935. Deux ans plus tard, Jacqueline de Rothschild épouse le célèbre violoncelliste Gregor Piatigorsky. Une fille, Jephta, voit le jour en 1937, mais la famille fuit bientôt le pays en 1940 pour échapper à l'occupation allemande de la France et à la Shoah. Le ménage Piatigorsky s'installe à Elizabethtown, située dans les monts Adirondacks dans l'État de New York, où leur fils Joram naît en 1940. Ils vivent ensuite à Philadelphie pendant plusieurs années avant de partir pour Los Angeles en 1949, où son époux enseigne à l'University of Southern California. Comme citoyenne américaine, Jacqueline Piatigorsky se distingue comme joueuse de tennis à un niveau national, mais sa passion pour les échecs la conduit vers une seconde carrière.

## Joueuse d'échecs et mécène
Elle est membre de l'équipe des États-Unis lors de la première olympiade d'échecs féminine en 1957 durant laquelle elle remporte la médaille de bronze individuelle. Mais elle est principalement connue dans le monde des échecs comme organisatrice et mécène. Elle organise et finance en 1961 un match entre les deux meilleurs joueurs américains Bobby Fischer et Samuel Reshevsky. Elle a organisé aussi deux tournois internationaux importants, la Coupe Piatigorsky en 1963 à Los Angeles remportée par Paul Keres et Tigran Petrossian et en 1966 à Santa Monica remporté par Boris Spassky, ce dernier tournoi étant le tournoi le plus fort organisé aux États-Unis depuis le tournoi de New York en 1924.
Elle a été également mécène de plusieurs jeunes joueurs américains comme Walter Browne, Larry Christiansen ou Kenneth Rogoff.